# St. Johannes der Täufer (Lustadt)
Die denkmalgeschützte, römisch-katholische Pfarrkirche St. Johannes der Täufer steht im Oberdorf der Ortsgemeinde Lustadt (Verbandsgemeinde Lingenfeld) im Kreis Germersheim (Rheinland-Pfalz). Sie ist Hauptkirche der gleichnamigen Gemeinde und gehört damit als Teil der Pfarrei Bellheim zum Dekanat Germersheim im Bistum Speyer. Gelegentlich wird sie in Anlehnung an den lateinischen Namen ihres Schutzpatrons Johannes der Täufer (lat. Ioannes Baptista) auch als St. Johannes Baptist oder einfach nur als St. Johannes  bezeichnet.

## Beschreibung und Geschichte
Ursprünglich bestand an der Stelle des heutigen Kirchenbaus eine mittelalterliche Kirche, die nach der Reformation als Simultankirche genutzt wurde. Im Jahr 1908 wurde sie durch einen Brand zerstört.
Infolgedessen war ein Neubau erforderlich, der in den Jahren 1915–22 nach Entwürfen des Landauer Architekten Wilhelm Schulte erbaut wurde. Der Neubau ist im Anschluss an die Fertigstellung im Jahr 1922 geweiht worden.
Es handelt sich bei diesem um eine vierachsige Saalkirche im Stil der Reformarchitektur.
In den Jahren 2002 bis 2004 wurde der Innenraum der Kirche renoviert und dabei nach Planungen des Eichstätter Bildhauers Rupert Fieger umgestaltet.

## Orgel
Die Orgel wurde ursprünglich um 1890 von dem Orgelbauunternehmen Voit und Söhne für die Katholische Pfarrkirche St. Anna in Kuhardt gebaut. In den Jahren 1957–58 wurde sie von Hugo Wehr im Sinne der Orgelbewegung neobarock umgebaut und in die St.-Johannes-der-Täufer-Kirche verbracht.
Sie hat 12 Register auf zwei Manualen und Pedal sowie folgende Disposition:
| I Hauptwerk C–f3 |       |
| Prinzipal        | 8′    |
| Gamba            | 8′    |
| Octav            | 4′    |
| Quinte           | 2 ⁄3′ |
| Octav            | 2′    |

| II Oberwerk C–f3 |       |
| Flöte            | 8′    |
| Dolce            | 8′    |
| Flöte            | 4′    |
| Gemshorn         | 2′    |
| Mixtur III       | 1 ⁄3′ |

| Pedal C–d1 |     |
| Subbass    | 16′ |
| Octavbass  | 8′  |

- Koppeln: II/I, I/P, II/P